# Ogyges coxchicopi
Ogyges coxchicopi es una especie de coleóptero de la familia Passalidae.

## Distribución geográfica
Habita en Guatemala.